# Geregye Pál

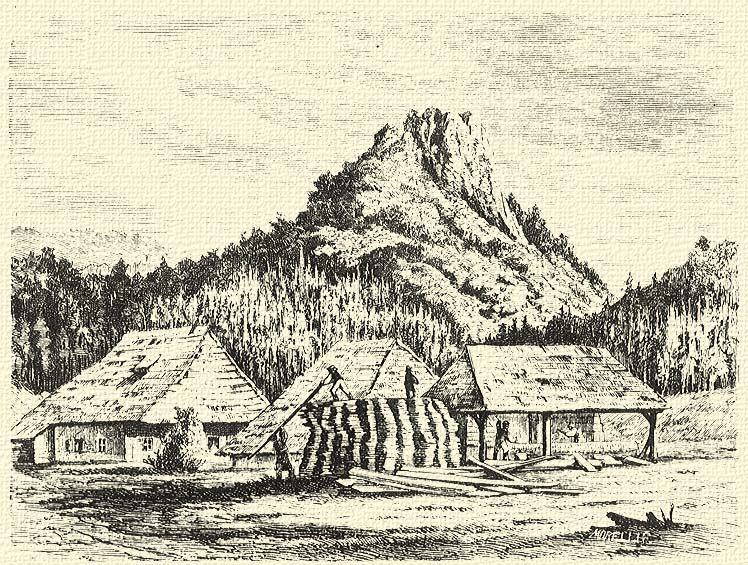
Sólyomkő vára

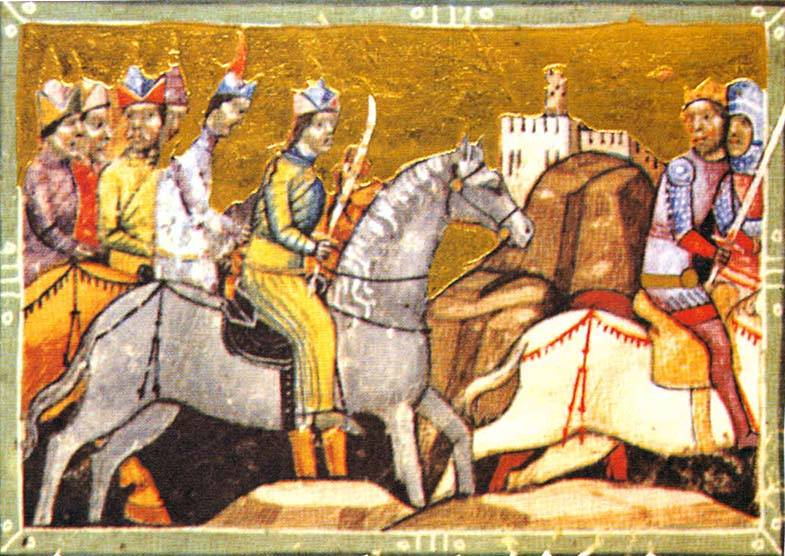
IV. Béla menekülése a tatárok elől, Képes krónika

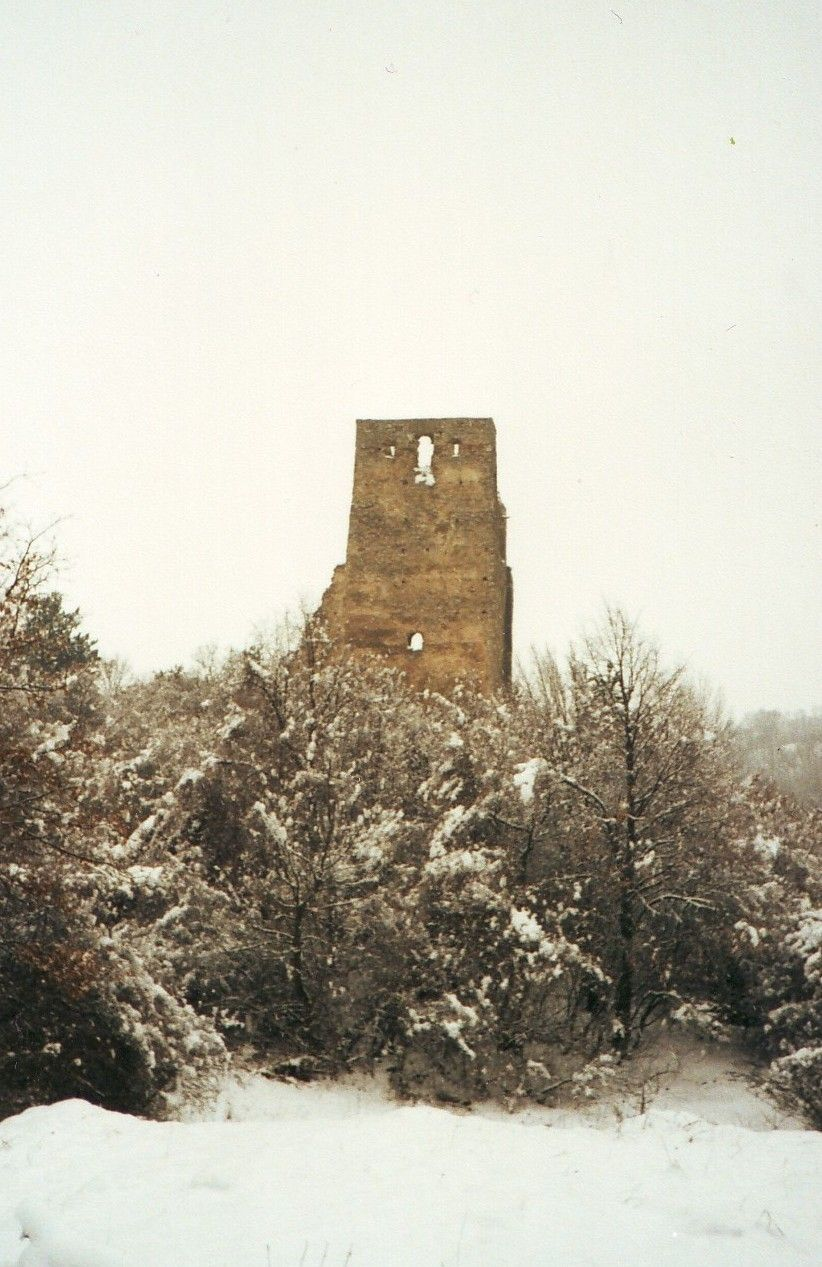
Az almási vár

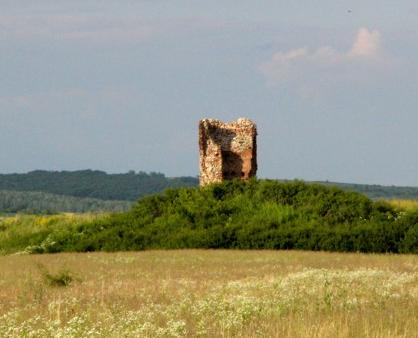
Adorján vára

Geregye Pál (?–1271 előtt) az oklevelekben Écs fia Pál is, országbíró, több vármegye ispánja, a Sár folyó ispánja (comes de Saar), a Berettyó ura (dominus de Berechio), a Geregye nemzetségből származott. A forrásokban 1224–1264-ig fordul elő.

## Élete
Apja Geregye Écs volt. A fennmaradt adatokból következtetve valószínűleg ő lehetett az az Ecce comes, aki 1215-ben kolozsi ispán volt.
Pál vitézi pályafutását Dalmáciában kezdte 1224-ben, még IV. Béla trónra kerülése előtt.  1229-ben a trónörökös, a későbbi IV. Béla király mellett Galíciában harcolt, részt vett az orosz (halicsi) hadjáratokban. 1230-ban az osztrákok ellen harcolt és az osztrákok által elfoglalt Borostyánkő várát visszavette. 1236-ban IV. Béla trónra kerülése után kapta a királytól a Bihar megyei Kis-Jenőt, amelyhez akkor még Szakadát község is hozzátartozott. 1238-ban már Fejér megye ispánja és Vas megyében a királyi földek visszavételére kiküldött bíró volt. Határszéli várakat foglalt vissza királyának a németektől.
Geregye Pál (1242–1246-ig a tiszántúli részek kormányzója.
1241-ben, a tatárjáráskor a Duna vonalát védelmezte, a lakosság menekülését segítve. A tatárjárás után a Tiszántúlon és Erdélyben az ország újraszervezését segítette. A tatár sereg kivonultával a Tisza keleti mellékére és Erdélybe sietett, s itt megfékezte, illetőleg kiirtotta az elszaporodott rablókat, a kipusztult helyekre új lakókat telepített, sóbányákat nyittatott, műveltetett, és így nagy része volt e terület újjáépítő munkájában. IV. Béla hálás volt hű és vitéz segítségéért. A nagy pusztulás után gazdátlanul maradt földekből Bihar megyében és a Szamos környékén hatalmas birtokokkal ajándékozta meg.
1242–1246 között a tiszántúli részek kormányzója volt.
1246-ban harcolt II. Frigyes osztrák herceg ellen is, osztrák fogságba jutott, melyből magát és 7 más magyar társát 1000 ezüstmárkáért váltotta ki.
1248-tól országbíró lett, s ezzel együtt a zalai ispánságot kapta, mely méltóságot 1251-ig viselte. Pál országbíró nevét 1258-ban említették utoljára, amikor békéltető volt a Thelegdy család és Solymos ura János fia Miklós közt a Bihar megyei Vársonkolyos környékére eső erdőkért folyt perben. 1271-ben már halott volt.

## Birtokai
Apja Geregye Écs (Ecce comes) volt, a Berettyó bal partján fekvő Micske (Mikcse), Poklostelek (Vámos), Sáncz: mely ma Micske mellett fekvő puszta, valamint Láz és az ismeretlen helyen fekvő Dénes nevű települések birtokosa.
Écs fia Pál öröklött birtokai Vas megyében a Sár-folyó mellett a mai  Zalaegerszeg környékére eső Egervár, Fancsika, Középfalu, Gyékényes, Pincze és Pozva voltak, majd 1249-től apjától Écstől öröklött Berettyó melletti birtokain kívül övé lett a Nagyvárad közelében fekvő Hájó (Hévjó), és Zaránd (Zaram), valamint a Fekete-Körös mellett fekvő Borok föld, valamint az ekkor még Bihar vármegyéhez tartozó Bánffyhunyad vidékén Füld, Bikal és Váralmás, valamint Kraszna vármegyében Zovány, Nagyfalu, és Valkó egymás mellett fekvő községek, illetve uradalmak, Szolnok megyében pedig Kaszavár, Szamos és Szolnok (Zálnok?) földek.
Az adorjáni uradalom alapjait ő vetette meg, aki már 1236-ban több birtokot nyert a királytól a vidéken. Ez időben kapta meg az adorjáni birtokot is, és feltehetően ő építtette fel a tatárjárás után, 1242 – 1276 között Adorján várát.
A tatárjárás után pedig elfoglalta a félig-meddig birtokos nélkül maradt Székelyhidát is.
Az almási vár egyetlen hatalmas csonka tornya Bánffyhunyadtól északkeletre Váralmás határában egy erdős dombtetőn nyúlik föl. Helyén vagy közelében a magyar kereszténység első századaiban Benedek-rendi kolostor állott, de ez az 1241 évi tatárjáráskor elpusztult. E kolostor romjait és köveit használta föl a pusztulás után épült várhoz.
Katonai érdemeiért Bihar vármegyei birtokokat kapott. Tulajdonába került az egész Réz-hegység annak bihari, szilágysági és erdélyi lejtőjével együtt. Az ő nevéhez fűződik Sólyomkő várának építése 1250–60 körül az Élesdtől mintegy 2 km-re, északra a Réz-hegység egyik, közel 500 méteres magaslatán. A vár neve magyar eredetű, a sólyom madárnév és a hegyi várakra utaló kő főnév összetételéből keletkezett.Sólyomkővár megépítése után, ezzel a központtal hatalmas uradalmat hozott létre. Ennek erőforrásait a Berettyó és a Sebes-Körös völgyében fekvő magyar falvak alkották. Az erdős hegyvidék ekkor még lakatlan volt. Sólyomkő várának romjai az Élesdtől északra fekvő Sólyomkőpestes (Pestis) falu határában, a Sólyomkő-patak felett emelkedő sziklabércen állnak. Sólyomkő-várát 1711 után  rombolták le, miután a Szatmári béke kimondta a vár megsemmisítését.
Ő vagy fiainak egyike építtette az akkor Kraszna megyéhez tartozó Valkó várat is és az övé volt a Valkóvári uradalom is.
1255-ben rokonával, I. Geregye fia Barnabással elcserélte annak Berettyó mentei Bihar megyei Micske, Poklostelek (Vámos-), Láz, Sáncz és Dénes birtokaiért az ő Zalaegerszeg közelében fekvő Fancsika (Nagyfaludi puszta) , Középfalu, Gyékényes, Pincze és Pozva (Pazuba) falvakba eső részeit.

## Családja
Pál neje egy 1258-as oklevél szerint  néhai Győr Pat nádor leánya volt. Öt gyermekük:
- Miklós erdélyi vajda (a forrásokban 1257–78-ig szerepel)
- István pozsonyi ispán (a forrásokban 1257–78-ig szerepel)
- II. Geregye (a forrásokban 1277–78-ban szerepel)
- Fischos (a forrásokban 1277–84 szerepel)
- Ágnes (Annus) (†1266) Előbb Nagymihályi Turulhoz ment feleségül, majd annak halála után 1258-ban a margitszigeti apácák közé lépett.

IV. Béla halála után Pál fiai Miklós és István, akik a dobrai várat elfoglalva tartották Kőszegi Nagy Henrikhez átpártoltak és vele együtt a cseh Ottokárhoz mentek át. Fiai a birtokot később elvesztették, Miklóst, Istvánt és II. Geregyét hűtlenség és felségárulás miatt lefejezték. 1280 körül a Dunántúli és Vas megyei birtokaikat, Egervárt is a Gutkeled nemzetséghez tartozó Miklós bán és Pál kapták meg.

## Külső hivatkozások
- Dr. Wertner Mór:  Pál fia Miklós erdélyi vajda.  Erdélyi Múzeum,  XI. évf.  10. sz. (1894)   665–669. o.

## Szépirodalom
- Makkai Sándor: Sárga vihar, Szépirodalmi Könyvkiadó, Budapest, 1981. ISBN 963-15-1692-x